# Великий поетичний епос
Великий поетичний епос — віршований чи переважно віршований твір значного обсягу, що описує масштабні, часто переломні події в бутті певного народу, має основоположне значення для його національної ідентичності та є особливим явищем вітчизняної, світової літератури.
Великі поетичні епоси мають різний обсяг, та здебільшого близько 10 тис. рядків; є такі, що налічують їх сотні тисяч, видаються в кількох томах (серед найбільших — киргизький «Манас», монгольський "Гесер"). Тож видатні, але короткі епічні твори у віршах, як-от давньоруське "Слово о полку Ігоревім" (15 сторінок), не можна вважати за великий епос. До них не варто зараховувати значні обсягом і художніми якостями епічні полотна, котрі однак не містять опису грандіозних подій (напр., "Євгеній Онегін" Олександра Пушкіна, "Пан Тадеуш" Адама Міцкевича, дія яких зупиняється «на порозі» історичних зламів), а також містифікації на зразок Пісень Оссіана Макферсона.
Великі поетичні епоси мають багато народів. В одних вони з'явилися в античну епоху, в інших — у Середньовіччі, ще в інших — у Нові й Новітні часи. Активна епосотворчість триває нині.
Великі поетичні епоси пишуть або ж суто авторським способом ("Божественна комедія" італійця Данте, "Лузіади" португальця Камоенша, "Утрачений рай" англійця Мілтона), або ж на основі давнішої поетичної спадщини — балад, легенд, міфів, героїчних пісень тощо.
Загальна схема творення великого поетичного епосу другого типу така: попервах віками складалися розрізнені численні твори; потім їх, здебільшого тривалий час, редагували, відсіювали чи об'єднували деякі варіанти; відтак укладали в певні групи, цикли; і врешті — бувало, за довгі століття — з'являвся хтось, що відхиливши якусь частину, формував решту суцільним сюжетом (додаючи за необхідності до рядків давніх попередників і свої).
Увесь цей процес може тривати кілька історичних періодів, і, трапляється, за той час поетичний набуток одного народу стає часткою й іншого, переважно сусіднього, з певними культурними своєрідностями. Частина великих поетичних епосів творилася кількома спорідненими народами і є їхньою спільною спадщиною (до прикладу, "Нарти" низки кавказьких національностей, "Дедé Коркýт" ряду тюркських).
У деяких випадках творення великих поетичних епосів може надовго, аж до сьогодні загальмуватися на етапі циклізації (ісландська "Старша Едда", південнослов'янські юнацькі пісні), та все-таки вони розглядаються як дещо цілісне.
Вклад письменників чи фольклористів у формування національних героїчних епосів різний. Одних ми не знаємо й на ім'я (англосаксонський "Беовульф", німецька "Пісня про нібелунгів", іспанська "Пісня про мого Сіда"), інших знаємо як авторів-упорядників (В'яса — давньоіндійська "Магабґáрата", Турольд — французька "Пісня про Роланда", Леннрот — карело-фінська "Кáлевала"), ще інших пошановуємо як авторів (Гомер — "Іліада", по суті, обробка старогрецьких дружинних рапсодій; Вергілій — "Енеїда", на ґрунті римських міфів і легенд; Фірдоусі — "Шах-наме", переспів сказань Персії; Лонгфелло — "Пісня про Гаявату", на підставі індіанських усних творів; Руставелі — "Витязь в тигровій шкурі", на основі грузинської народної поезії; Кройцвальд — "Кáлевіпоег", на основі естонської. Відомі й колективи авторів зведених текстів після ряду записувачів (як-от вірменського епосу "Дави́т Сасунцí").
Подібним чином вивершують національні епоси й наші сучасники: Даніель — ассирійський "Богатир Катине", 1961 р.; Матін і Бібайк — "Мвіндо" конголезького народу ньянга, 1969 р.; Кунене — зулуський "Імператор Шака Великий", 1979 р.; Різванов і Шалімов — лезгинський "Шарвілí", 1999 р.; Спиридонов — марійський "Югóрно", 2002 р.; Сурія — східномонгольський "Джáнгар", 2018 р.; Шарононь, Шаронов — ерзяно-мокшо-російський "Мáсторава", 2019-й…
В українській літературі у XXI ст. з'явилося три великих поетичних епоси: на основі дум Шмалько склав епопею "Козаччина" (2006 р.), а Гребенюк — на основі билин київського циклу героїчний епос України-Русі «Златоплуг» (2022 р.) та суто авторський "Діяння небожителів" (2011 р.).